# Faculdade de Ciências, Educação e Tecnologia de Garanhuns
A Faculdade de Ciências, Educação e Tecnologia de Garanhuns (FACETEG) da Universidade de Pernambuco (UPE), fundada em 1966, compõe o Campus Garanhuns da UPE.

## História
A FACETEG foi criada pelo Dec. nº 1357 de 28/12/1966, pelo então Governador do Estado, Exmo. Sr. Dr. Paulo Guerra. Autorizada pelo Conselho Estadual de Educação, incorporou-se à antiga FESP - Fundação de Ensino Superior de Pernambuco, hoje Universidade de Pernambuco, na década de 1970, com o objetivo de interiorizar o ensino superior de qualidade no estado.  
Os primeiros cursos foram os Cursos de Licenciatura Curta em Letras, Estudos Sociais, Ciências, História e Geografia, que foram reconhecidos através do Dec. Federal nº 79.243 de 10/02/1977. Teve seu primeiro Concurso Vestibular em 1979, autorizado pelo Conselho Federal de Educação, para os cursos de Licenciatura Plena em Letras – Habilitação em Português/Inglês, em Ciências – Habilitação em Biologia e Matemática, em História e em Geografia. Em 1993, a Universidade de Pernambuco autorizou a criação do Curso de Licenciatura em Pedagogia.
Em julho de 2007, por terem sido implantados cursos de Psicologia e Sistemas de Informação, foi aprovado pelo Conselho de Ensino, Pesquisa e Extensão – CEPE e Conselho Universitário – CONSUN, a retirada do nome da Instituição: Faculdade de Formação de Professores de Garanhuns, passando a se chamar Faculdade de Ciências, Educação e Tecnologia de Garanhuns - FACETEG, ou oficialmente, Universidade de Pernambuco - Campus Garanhuns.
A FACETEG - UPE compreende uma área equivalente a 27.979,50m2. Possui uma área construída de 3.691,04 m2, que abrange os prédios da Administração, Biblioteca, Laboratórios e Salas de Aula.
Nos últimos anos, o Campus Garanhuns passou por grandes transformações, com investimentos na qualificação no corpo Docente. Atualmente, 22% dos professores possuem título de Doutor, 50% título de Mestre, 8% estão realizando Cursos de Pós-Graduação (Mestrado e Doutorado) e 20% são Especialistas.  
Além dos cursos de graduação, essa instituição oferece cursos de pós-graduação Lato Sensu em Ensino nas áreas de Geografia, Matemática, História, Biologia e Línguas Portuguesa, Inglesa e Espanhola além de Planejamento e Gestão Escolar, Educação Física e Esportes (em parceria com a ESEF/UPE), Psicopedagogia, Gestão de Recursos Humanos e Supervisão Escolar e Gestão Pedagógica, Parasitologia Clinica, Saúde Publica, Educação Especial, dentre outros. Também em 1995, foi criada a Escola de Aplicação Prof. Ivonita Alves Guerra, que compreende todo o ensino fundamental.  

## Atuação
A atuação da Faculdade de Ciências, Educação e Tecnologia de Garanhuns (FACETEG) da Universidade de Pernambuco, antiga Faculdade de Formação de Professores de Garanhuns (FFPG), em programas sociais é marcante.

No Programa Nacional de Educação na Reforma Agrária (PRONERA) 1.200 jovens e adultos são alfabetizados nos assentamentos do Movimento dos Trabalhadores Rurais Sem Terra (MST). Já no Programa Alfabetização Solidária (PAS), a faculdade atua em 31 municípios do Estado, através da parceria com o MEC, empresários e prefeituras. 

No Departamento de Letras, os alunos contam com o Laboratório de Línguas “Control”, de última geração  para avaliação de dicção e postura em sala de aula. Todos os computadores da unidade estão interligados e o setor de Contabilidade encontra-se on line com toda a Universidade de Pernambuco. Há dois anos, a faculdade criou o Cursinho Pré-Vestibular da Universidade de Pernambuco - PREV-UPE, que conta, atualmente, com 900 alunos matriculados na cidade. O objetivo é beneficiar os jovens carentes da região, dando a eles a oportunidade de ingressar na Universidade.